# Masalia latinigra
Masalia latinigra är en fjärilsart som beskrevs av George Francis Hampson 1907. Masalia latinigra ingår i släktet Masalia och familjen nattflyn. Inga underarter finns listade i Catalogue of Life.